# 威尔士王妃戴安娜葬礼
威爾斯王妃戴安娜葬礼于1997年9月6日星期六上午9点8分开始在伦敦举行。仪式开始，西敏寺的最低音钟鸣响，宣布送葬队伍从肯辛顿宫出发。灵柩牵引着英国皇家骑马炮兵国王部队骑兵的炮架，由骑兵队及骑警护送，沿着海德公园前往戴安娜遗体被带到肯辛顿宫前停留5天圣詹姆士宫。圣詹姆斯宫房顶的英国国旗已降下半旗。正式仪式在伦敦西敏寺举行，以奥尔索普公园墓地的下葬仪式结束。有2000人前往西敏寺出席典礼，同时高峰时段有3210万名英国电视观众观看葬礼直播，创下有史以来的最高收视。全球观众预计达2亿到2.5亿，也是史上规模最大的电视转播节目。

## 葬礼
1997年8月31日，戴安娜的灵柩从萨尔佩特里埃医院出发，途径韦利齐-维拉库布莱空军基地抵达伦敦，由戴安娜前夫查爾斯親王及她两个姐姐的护送。灵柩盖着一面英国皇家旗，四周有貂纹章包围（参照皇室其他成员的旗帜）。停经私人太平间后，灵柩在圣詹姆士宫皇家教堂停留，在葬礼前一天被带到肯辛顿宫。历经22年的演练，原本待伊莉莎白王太后驾崩时采用的泰桥行动（Operation Tay Bridge）计划被用在了戴安娜葬礼上。
仪式未采用国葬规格，转而使用皇家仪式，融入皇家排场及圣公宗葬礼礼仪。肯辛顿宫和白金汉宫门前摆放着大量鲜花。在八名威尔斯卫队成员的护送下，被貂纹章包边旗帜覆盖的灵柩在伦敦街道上行进1小时47分。灵柩上有三个白花组成的花环，分别来自其弟斯宾塞伯爵及戴安娜两个儿子威廉王子和哈里王子，另有一封哈里王子写给“妈咪”的信。在圣詹姆士宫，菲利普亲王、查尔斯亲王与戴安娜两个儿子、戴安娜的兄弟加入送行队伍后方，身后有500位戴安娜生前参加过的慈善机构的代表 。英国记者阿拉斯泰爾·坎貝爾后来在日记中表示，政府和皇室都担心查尔斯亲王的安危，认为他会被可能会被人群攻击，于是安排其两个儿子陪伴在侧。威廉王子表示这件事“是我一生中最艰难的事情”，哈里王子认为小孩子“不应该被别人指指点点”。尽管如此，威廉还是认为这个安排是“维持职责与家人平衡”的必要之举，哈利对于自己能加入送行队伍表示“非常感激”。
灵柩途径白金汉宫的时候，皇室成员站在外面等待，其中伊丽莎白二世点头示意。100万民众挤满了伦敦的大小街道，他们的鲜花如雨点般落在送行队伍身上。海德公园有两块大屏幕转播西敏寺现场。

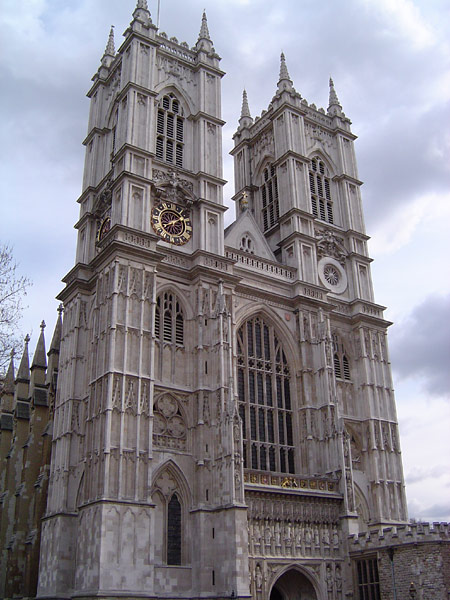
葬礼地点为西敏寺西门

西敏寺的仪式于英国夏令时上午11点开始，持续1小时10分钟。由皇室成员敬奉的花环被放置在灵柩旁边，旁边摆有英国历任首相约翰·梅杰、玛格丽特·撒切尔、詹姆斯·卡拉漢和爱德华·希思，以及二战时期英国首相温斯顿·丘吉尔爵士的孙子、前保守党议员温斯顿·丘吉尔的花环。出席仪式的人士包括英国歌手奇里夫·李察爵士、美国第一夫人希拉里·克林顿、美国前国务卿亨利·基辛格、美国海军上将威廉·克劳、法国第一夫人伯纳黛特·希拉克、埃及第一夫人蘇珊·穆巴拉克、约旦王后努尔、汤姆·汉克斯、斯蒂芬·斯皮尔伯格、艾爾頓·強爵士、乔治·迈克尔、克里斯·德·布尔加、迈克尔·巴里摩尔、瑪麗亞·凱莉、理查德·布蘭森、鲁契亚诺·帕瓦罗蒂、湯姆·克魯斯、妮可·基嫚、李察·艾登堡、鲁比·怀克丝、伊姆蘭·汗及其时任妻子珍美瑪·罕。英国首相托尼·布莱尔现场朗读哥林多前书第13章：“所以现在长存的有信、望、爱这三样，其中最大的是爱。”其他受邀出席人士包括西班牙国王胡安·卡洛斯一世、荷兰公主玛格丽特、日本皇太子德仁与太子妃雅子、遭废黜的希腊国王康斯坦丁二世、南非总统纳尔逊·曼德拉。
坎特伯雷大主教乔治·凯里、西敏寺主任牧师韦斯利·卡尔也出现在修道院，负责求告祷告、祈祷及赞誉。在管风琴师兼合唱团大师马丁·尼里指挥下，威斯敏斯特教堂合唱团现场唱诗，伴奏管风琴师为马丁·贝克。宗教仪式前的赞美诗曲调有《黄昏》（"Eventide"）、《E大調慢板》、《蔷薇》、《我呼求你，主耶稣基督》（巴赫作品目录代号639）、《C小调幻想曲与赋格》（巴赫作品目录代号537）、《G小調慢板》、《第9號交響曲》、《卡农》（帕海贝尔版，旁述误以为是阿尔比诺尼的慢板）及变奏九（慢板）“宁录”。圣公宗仪式以演唱《天佑女王》的传统展开。唱诗班在开头演唱威廉·克罗夫特和亨利·珀塞爾作曲的《送葬曲》（Funeral Sentences）。约翰·塞巴斯蒂安·巴赫、安东宁·德沃夏克、卡米耶·聖桑、古斯塔夫·霍尔斯特及其他作曲家的歌曲也在典礼期间播放。塞西尔·斯普林-赖斯爵士创作的赞美诗《祖国我向你立誓》由古斯塔夫·霍尔斯特的曲调伴奏、亨利·贝克爵士的《善牧恩慈》由约翰·巴克斯·戴克斯的《主掌管我》（Dominus Regit Me）伴奏、《使我作你和平之子》由塞巴斯蒂安神庙的曲调配乐，威廉·威廉姆斯·潘蒂斯林的以《伟大的救赎主啊，请引导我》由约翰·休斯的《朗达谷》配乐。圣歌《救主頌》由英国广播公司合唱团及琳恩·道森演唱，伴以朱塞佩·威尔第的作品。
仪式上，艾爾頓·強演唱《风中之烛1997》，歌词改写为致敬戴安娜。埃尔顿联系合作作词人伯妮·陶平，请求他将自己1973年歌曲《风中之烛》的歌词改写成致敬戴安娜，陶平就根据他的要求改写歌词。戴安娜去世前一个月，伯妮被拍到在詹尼·范思哲的葬礼上安慰埃尔顿，范思哲是伯妮和埃尔顿的共同好友。根据英国国家档案馆披露的文件，西敏寺主任牧师韦斯利·卡尔亲自要求高级助理确保埃尔顿在葬礼上表演，坚持在葬礼中“融入王妃所在现实世界的元素”。后备选项是安排一位萨克斯手单独表演。
戴安娜的姐姐莎拉率先朗诵玛丽·李·霍尔的诗歌《人生再来》（Turn Again To Life），另一位姐姐简朗诵小亨利·范·戴克的《音乐和其他诗歌》（Music and Other Poems）。她的哥哥查尔斯发表了悼词，其中谴责了王室和媒体对他妹妹的待遇。“是时候去记住发生在戴安娜身上的所有讽刺的事情，其中最讽刺的一件，莫过于一个名字在古代属于狩猎女神的女孩到头来成了现代社会被人猎杀最多的人”，斯宾塞在谈话中表示。
送行队伍离开威斯敏斯特教堂主教堂的时候，现场响起英国作曲家约翰·塔文纳作曲、希腊东正教修女特克拉作词的《雅典娜之歌》。歌词取材自东正教礼仪及莎士比亚的《哈姆雷特》。在此之前，全场默哀一分钟，教堂半闷响的敲奏编钟敲响十下。
同一天，英国各地举行多场祈祷仪式及纪念王妃的活动。民众待在家中看过葬礼的电视转播，许多街道空无一人。全国默哀的时候，在曼彻斯特，维多利亚风格的市政厅的屋顶发出栗色火炬的迫击炮，结束时响起了一声沉默的钟声。民众聚集在阿尔伯特广场，参观市政厅，在吊唁册上留名。市长大人格里卡·罗尔（Gerry Carroll）代表全市向公主献上了一束鲜花。在博尔顿纪念仪式中，各大教会的领袖出席，之后布萊克本座堂举行另一场纪念仪式。利物浦民众聚集在圣母和圣尼古拉堂，向王妃表达敬意。苏格兰爱丁堡罗斯剧场（Ross Theatre）外有多块大屏幕现场转播葬礼实况。当地的纪念仪式由苏格兰女王牧师查尔斯·罗伯逊（Charles Robertson）主持。在德里，市长和副市长向城市纪念碑敬献了花圈。加的夫街头也有大批民众观看大屏幕转播的葬礼。蘭達夫座堂举行仪式，有700名嘉宾出席，包括威尔士事务大臣罗恩·戴维斯、加的夫市长大人马克斯·菲利普斯（Max Phillips）、议员及戴安娜慈善组织的志愿者。全国默哀期间，塞文河多座大桥的收费站关闭。
葬礼当天，爱尔兰所有国家政府大楼下半旗致哀。华盛顿国家座堂举行纪念仪式，2170人出席，包括英国大使约翰·克尔、美国驻联合国大使比尔·理查森、《华盛顿邮报》执行委员会主席凱瑟琳·葛蘭姆。汤加有哀悼者在葬礼后举行传统的守夜仪式“pongipongi”。9月7日星期日，为响应大众的需求，威斯敏斯特教堂再度为戴安娜提举行宗教仪式。
葬礼电视转播在英国吸引3100万人观看，成为有史以来观看人数最多的现场直播节目。全球观众大概在2亿到2.5亿人之间。

## 下葬

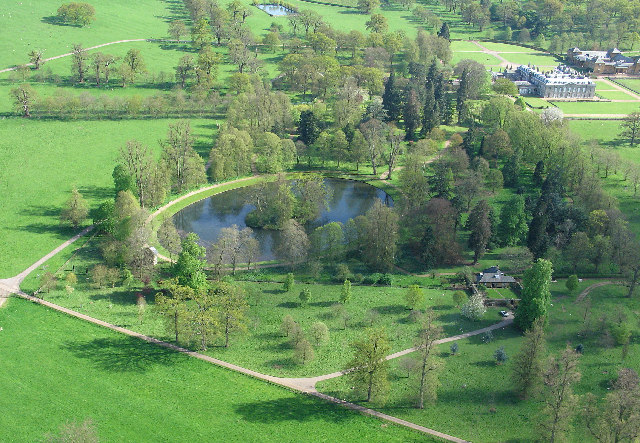
奥尔索普公园鸟瞰。宫殿在右上角，戴安娜安葬在观赏湖椭圆湖中央的一个小岛上。

下葬仪式当天晚些时候以私人方式举行。戴安娜前夫、两位儿子、母亲、兄弟姐妹、一位亲近的好友、一位牧师在场。戴安娜遗体上身穿着一件黑色长袖、一件七分长羊毛晚礼服，礼服由几个星期前被指定的凯瑟琳·沃克设计；下身有一双黑色鞋子。手中有一本玫瑰经珠子，是加爾各答德肋撒修女的礼物。值得一提的是，修女和戴安娜在同一个礼拜相继离世。戴安娜手裡还有一张和儿子的合照，这张合照由戴安娜随身携带，放在她的手袋里。据报道，戴安娜的仆人保罗·伯勒尔从戴安娜肯辛顿宫房间玻璃梳妆台下拍摄几张哈里王子和威廉王子照片，将它们放入棺材中。戴安娜的墓地位于阿尔索普公园范围内的一个岛屿上（52°16′59″N 1°00′01″W / 52.283082°N 1.000278°W），是斯宾塞家族历代先人的风水宝地。墓地在下葬仪式前由彼得伯勒主教祝圣。
盖在灵柩上的英国皇家旗在仪式上被摘下。戴安娜的前管家表示，戴安娜的哥哥在下葬快要开始前，将皇家旗拿下，换成斯宾塞家族的旗帜。伯爵当时说“她（戴安娜）是斯宾塞的人了”。伯勒尔谴责了这一做法。他向《每日镜报》表示“这是出于斯宾塞与温莎之间的斗争，而非戴安娜本人的意愿。这样做非常不合适，也很不得体。我知道戴安娜不想这样。这样一来，她的哥哥就剥夺了她引以为豪的王妃身份。”然而，斯宾塞伯爵认为他的言论是“伤人的谎言”。他在声明中表示：“女王的手下是在尊重（王妃）、预先得到同意的情况下摘下她（女王）的旗帜”。按照原本的计划，戴安娜要葬在附近大布灵顿当地一座教堂的斯宾塞家族墓穴中，只不过因为斯宾塞伯爵担心公共安全、担心大批游客会破坏大布灵顿而作罢，改把戴安娜葬在其他地方，方便威廉、哈里及其他斯宾塞家族亲戚私底下照料和探访。戴安娜所在的岛地处奥尔索普公园景观湖椭圆湖（The Round Oval）上。连接湖的道路上有36棵橡树，象征着戴安娜走过36年的人生。湖上有四只黑天鹅。除了戴安娜最喜欢的白玫瑰，湖中还有水中有睡莲。湖南面的避暑别墅曾属于伦敦海军部大楼的公园，现改为戴安娜的纪念馆。附近有一个树木园，种满了斯宾塞家族栽种的树木。斯宾塞将戴安娜王妃埋葬在僻静、私密的地方，方便以后私下参观她的坟墓。
下葬仪式由威尔士王妃皇家军团（女王和皇家汉普郡）举行，负责将戴安娜带到岛上下葬。戴安娜曾于1992年到1996年间任军团名誉上校。

## 延伸阅读
- Nigel Dacre. The funeral of Diana, Princess of Wales. Court Historian, 8:1 (2003), 85–90
- Adrian Kear, Deborah Lynn Steinberg. Mourning Diana: nation, culture, and the performance of grief, Routledge, 1999
- Tony Walter. The mourning for Diana, Berg Publishers, 1999